# Bayerxenia
Bayerxenia is een geslacht van neteldieren uit de klasse van de Anthozoa (bloemdieren).

## Soort
- Bayerxenia janesi Alderslade, 2001